# Boulimat
Boulimat est un village touristique de Kabylie en Algérie.
Ce village se situe à l'ouest de la ville de Béjaïa, dont il relève sur le plan administratif, et est inclus dans le parc national de Gouraya. Il compte une population d’environ 2 000 habitants réguliers et près de 60 000 en saison estivale. Sa nature sauvage, sa plage et ses eaux cristallines contribuent à son attrait. Boulimat est à environ 15 minutes de Bejaïa via la route nationale 24. Au large de Boulimat se situe une île rocheuse appelée île des Pisans.